# Omayra Sánchez
Omayra Sánchez (ur. 28 sierpnia 1972 – zm. 16 listopada 1985) – 13-letnia ofiara wybuchu kolumbijskiego wulkanu Nevado del Ruiz, którego erupcja 13 listopada 1985 spowodowała masowy spływ popiołowy, pochłaniając w Armero prawie 25 000 ofiar. Omayra Sánchez (Omario Sánchez) była zanurzona do szyi w wodzie przez prawie 3 dni, uwięziona przez beton i resztki jej zniszczonego domu, zanim umarła z powodu gangreny oraz hipotermii. Ratownicy z Czerwonego Krzyża bezskutecznie apelowali do władz o pomoc przy obniżeniu poziomu wody oraz inne działania, mogące uratować dziewczynce życie. 
Jej zdjęcie, wykonane przez fotoreportera Franka Fourniera na krótki czas przed jej śmiercią, przyczyniło się do krytyki kolumbijskiego rządu, który nie podjął odpowiednich działań w celu zapobieżenia tragedii oraz spowodowało ogólnoświatową debatę na temat pracy i etyki fotoreporterskiej.